# Gare de Strasbourg-Neudorf
La gare de Strasbourg-Neudorf est une gare ferroviaire française de la ligne de Strasbourg-Ville à Strasbourg-Port-du-Rhin (vers Kehl en Allemagne) située à la limite des quartiers de Neudorf et de la Meinau à Strasbourg.
Cette gare est aujourd'hui ouverte uniquement au trafic fret et sert également de garage et chantier d'entretien pour les rames voyageurs. La gare de Krimmeri-Meinau, halte voyageurs en correspondance avec le tram inaugurée en 2003, est située à environ 200 mètres de la gare de Neudorf en direction de Kehl, au niveau de l'ancien poste d’aiguillage n°4.

## Situation ferroviaire

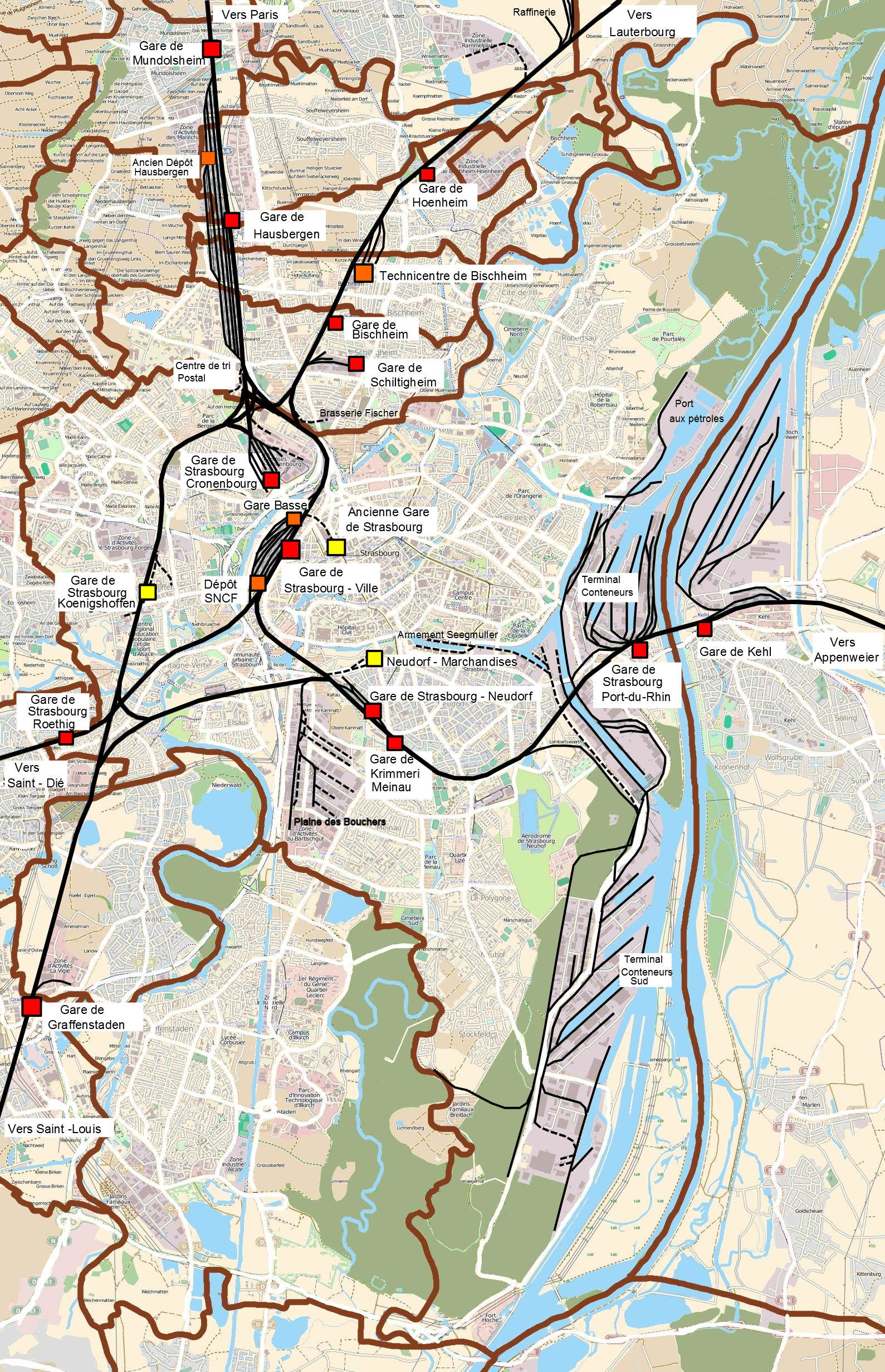
Plan du système ferroviaire de Strasbourg.

Établie à 147 mètres d'altitude, la gare de Strasbourg-Neudorf est située au point kilométrique (PK) 3,052 de la ligne de Strasbourg-Ville à Strasbourg-Port-du-Rhin, entre les gares de Strasbourg-Ville et de Krimmeri-Meinau. Cette ligne permet l'accès au réseau ferré allemand.
Gare de bifurcation, elle constitue l'aboutissement de la ligne de Graffenstaden à Strasbourg-Neudorf et l’origine du raccordement de Strasbourg-Neudorf à Strasbourg-Koenigshoffen (ligne n°141 306 du réseau ferré national) ainsi que de la voie du port du Strasbourg qui permet la desserte du secteur sud du Port autonome de Strasbourg (ligne n°143 000 du réseau ferré national).

## Histoire
La première voie ferrée entre Strasbourg et Kehl est achevée en 1861. Une « station » est installée entre la route de l'hôpital et la route de Colmar.
La voie ferrée est déplacée vers le sud de Neudorf au début du XXe siècle. La gare aux marchandises de Neudorf (« Güterbahnhof Neudorf » en allemand) est construite en 1905 dans le secteur du Heyritz. La gare voyageurs, avec son bâtiment de style néo-renaissance, est édifiée la même année par la Direction générale impériale des chemins de fer d'Alsace-Lorraine (EL).

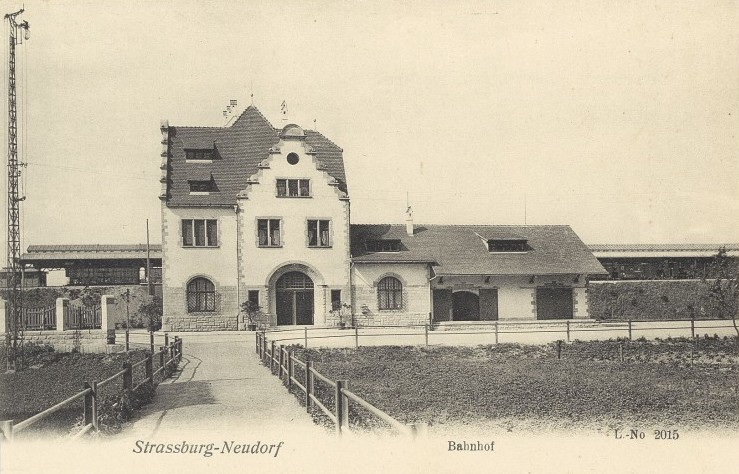
Ancien bâtiment voyageurs de la gare de Neudorf, début du XXe siècle.

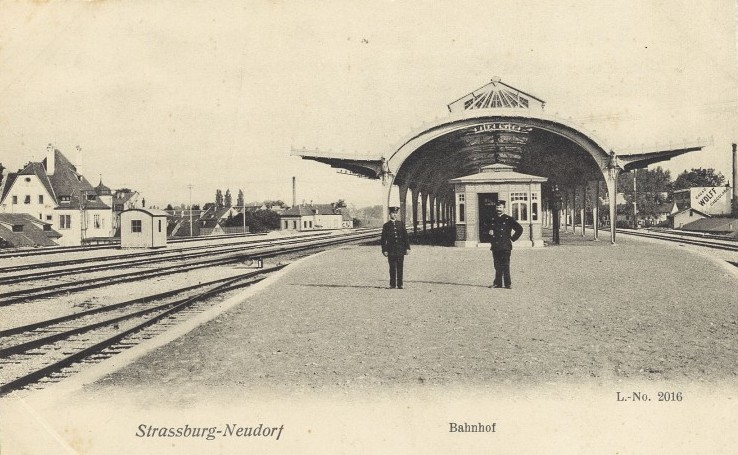
Quai et voies de la gare, début du XXe siècle.

Le site de la gare de Neudorf comportait alors deux gares : une gare voyageurs, de passage, située rue de la Station comportant un quai central couvert par une marquise et une gare aux marchandises configurée en cul-de-sac (« Neudorf-Marchandises » ou « gare basse de Neudorf ») située route de l'hôpital au Heyritz, derrière l'actuel centre administratif de l'Eurométropole. La gare aux marchandises desservait la zone industrielle de la plaine des Bouchers ainsi que les ports de la porte de l'Hôpital et du bassin d'Austerlitz. Elle était également connectée au réseau du tramway de Strasbourg (à voie métrique) qui, en plus du transport de passagers, connaissait un important trafic marchandises.
Le Kaiser Guillaume II transitait par la gare de Neudorf lorsqu'il se rendait au terrain militaire du Polygone.
Le 19 juin 1919, la gare entre dans le réseau de l'Administration des chemins de fer d'Alsace et de Lorraine (AL), à la suite de la victoire française lors de la Première Guerre mondiale. Puis, le 1er janvier 1938, cette administration d'État forme avec les autres grandes compagnies la SNCF, qui devient concessionnaire des installations ferroviaires strasbourgeoises.
L'accord franco-allemand du 13 avril 1925 concernant les gares frontières cesse d'être en vigueur à partir du 13 avril 1939 après avoir été dénoncé par le Reich. La SNCF envisage alors la construction d'une gare douanière à Strasbourg-Neudorf. Le projet est abandonné à la suite de la déclaration de guerre entre la France et l'Allemagne.
Lors de l'annexion allemande de l'Alsace-Lorraine, c'est la Deutsche Reichsbahn qui gère la gare pendant la Seconde Guerre mondiale, du 1er juillet 1940 jusqu'à la Libération (en 1944 – 1945).
La marquise du quai voyageurs est rasée en 1952.
En 1962, le site comptait quatre postes d'aiguillage et un quai militaire.
Dans les années 1970, une A1AA1A 62000 dessert la gare basse et l’embranchement de la plaine des Bouchers.

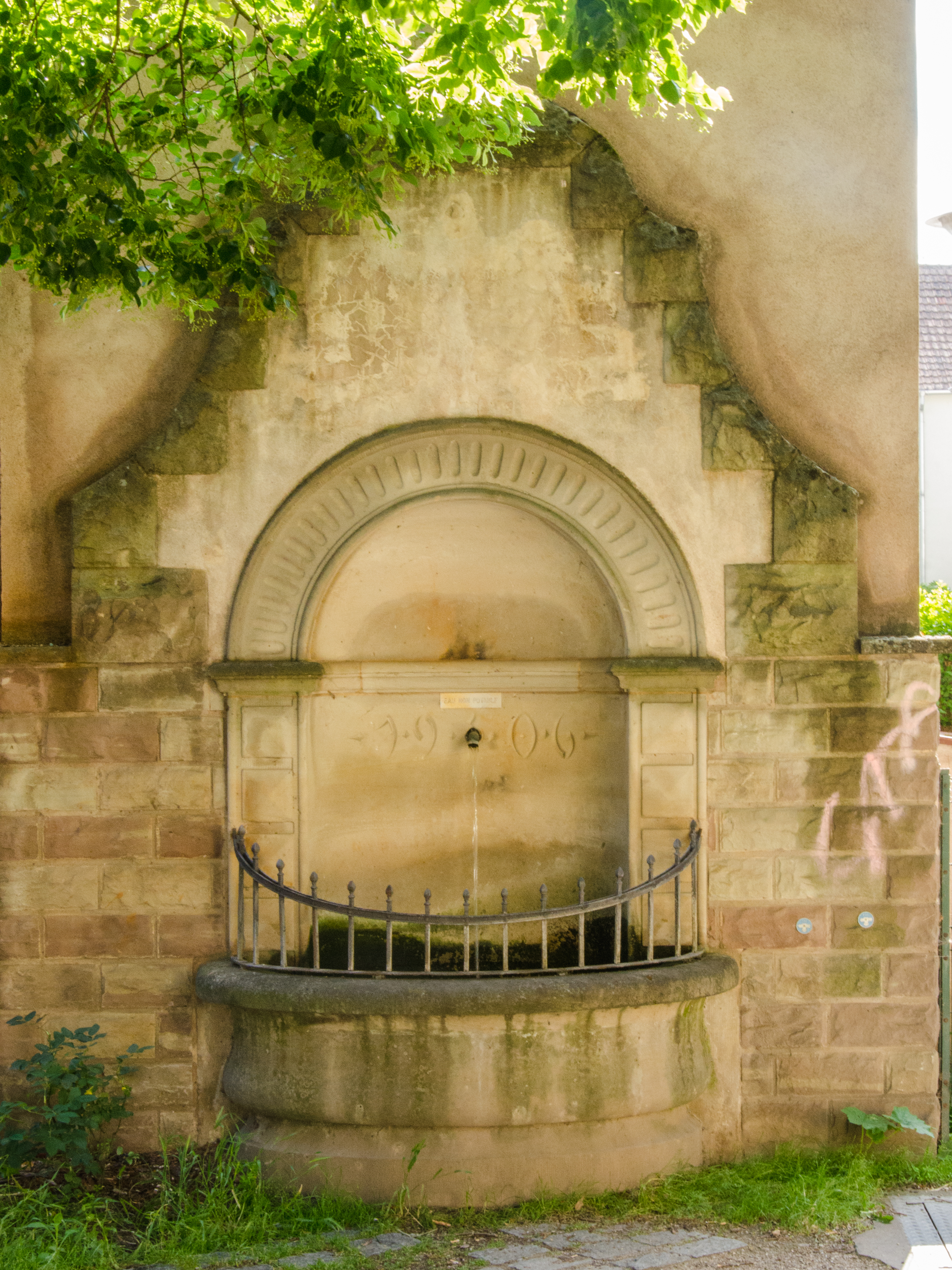
Fontaine de l'ancienne gare de Strasbourg-Neudorf.

L'ancien bâtiment voyageurs de la rue de la Station, abandonné et en ruines, ainsi que le quai voyageurs sont démolis en 1985. L'ancienne gare aux marchandises a elle été démolie en 1988 pour permettre la construction du contournement sud. Le site a été profondément modifié : une nouvelle halle à marchandises a été reconstruite un peu plus au sud le long de la nouvelle route de contournement et un nouveau bâtiment comportant des bureaux et une halle a été érigé à la place de l'ancien bâtiment voyageurs.
La fontaine de l'ancien bâtiment voyageurs a été conservée et réinstallée au n°20 rue Frédéric à l'angle avec la rue du Maennelstein.
Un ultime service voyageurs est assuré le 16 juillet 1988. Une double rame réversible régionale transporta des supporters en provenance de Montbéliard, Belfort et Mulhouse jusqu'à la gare de Neudorf à l'occasion d'un match entre le Racing Club de Strasbourg Alsace et le Football Club Sochaux-Montbéliard au stade de la Meinau. Le quai central étant détruit, c'est l'ancien quai militaire qui fut utilisé pour cette desserte exceptionnelle.
Des travaux ont été entrepris en 2006 afin de permettre l'entretien des rames du TGV Est. 
En 2022, cinq voitures de banlieue Est classées monuments historiques sont stockées en gare de Strasbourg-Neudorf.

## Service du fret
Cette gare est ouverte au service du fret pour les trains entiers et les wagons isolés.
Le document de référence du réseau ferré national (DRR) de 2017 indique que la cour marchandises de Strasbourg-Neudorf est « accessible après diagnostic et remise en état éventuelle ». Cependant cette dernière a été retirée de l'offre dans la version 2018 de ce document pour cause « d'exploitation impossible ». La version 2019 de ce document précise que la gare dessert une installation terminale embranchée (ITE).

## Infrastructures ferroviaires

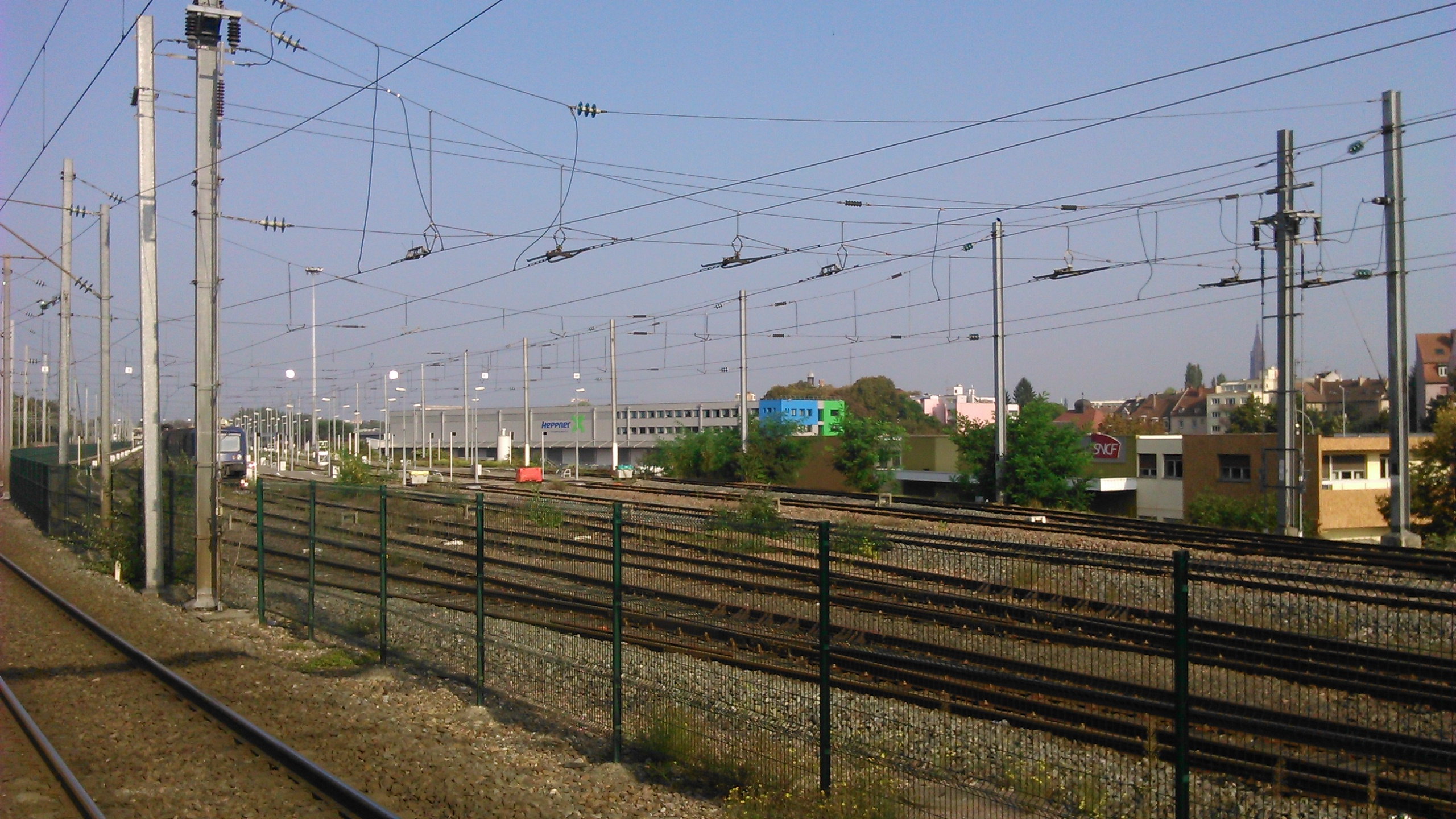
Vue sur les voies de la gare.

Le bâtiment de bureaux de la gare et sa halle sont situés rue de la Station, ils sont occupés par le technicentre Est Européen. Le site dispose d'une cour de débord et d'un quai de chargement. 
Le chantier d'entretien des rames TGV est équipé de deux fosses de 238 mètres chacune avec passerelle d'accès toiture, d'une installation pour le ravitaillement en sable, en produit lave-vitres et la vidange des sanitaires ainsi que d'une machine à laver au défilé. 
Une halle à marchandises, dont l'accès se fait par la rue de la Kaltau à proximité du contournement sud, est utilisée par les transports Heppner. Les entrepôts des transports Heppner se trouvent entre le bâtiment de la rue de la Station et la halle de la rue de la Kaltau. Le poste 1 est situé au point kilométrique 2,4 à l'ouest du site.
Il ne reste aujourd'hui plus aucun vestiges de l'ancien bâtiment voyageurs et de l'ancienne gare aux marchandises. Seuls subsistent les anciens postes 1 (secteur du Heyritz) et 4 (secteur Krimmeri).